# Ehrharta penicillata
Ehrharta penicillata är en gräsart som beskrevs av C.Cordem. Ehrharta penicillata ingår i släktet Ehrharta och familjen gräs.
Artens utbredningsområde är Réunion. Inga underarter finns listade i Catalogue of Life.